# Syrus Marcus Ware
Pour les articles homonymes, voir Ware.
Syrus Marcus Ware est un artiste, un activiste et un érudit canadien. Il vit et travaille à Toronto, en Ontario et il est actuellement professeur adjoint CLA à la School of the Arts de l'Université McMaster. Il travaille depuis 2014 comme designer pour le Banff Centre. Ware est le premier artiste en résidence du centre culturel Daniels Spectrum, situé à Toronto. Il est également un membre fondateur de Black Lives Matter Toronto,. Pendant 13 ans, il a été le coordonnateur du programme jeunesse du Musée des beaux-arts de l'Ontario. C'est durant cette période que Ware a supervisé à la fois la création du programme Free After Three et l'expansion du programme jeunesse en une offre à plusieurs volets.
Syrus Marcus Ware a publié quatre livres et, en 2020, il a co-édité avec Rodney Diverlus et Sandy Hudson un recueil de réflexions sur le mouvement Black Lives Matter au Canada intitulé "Until We Are Free: Reflections on Black Lives Matter in Canada".

## Biographie et scolarité
Syrus Marcus Ware est né à Montréal au Québec et est le frère jumeau de l'entomologiste  Jessica Ware. Il a fréquenté l' Etobicoke School of the Arts au secondaire avant d'être transféré au Forrest Hill Collegiate Institute. Ware a étudié l'histoire de l'art et les études visuelles (visual studies) à l' Université de Toronto et à l' Université de la Colombie-Britannique, où il a obtenu son baccalauréat spécialisé en 2002. Il a étudié avec Joanne Tod et le regretté David Buller. Au cours de ses études, il a été coordonnateur du Centre for Women and Trans People de l'Université de Toronto.
Ware a commencé sa maîtrise ès arts en Sociology and Equity Studies in Education à l' Ontario Institute for Studies in Education en 2006 et a obtenu son diplôme en 2010. Ware a commencé son doctorat à la Faculté des études environnementales de l'Université York en 2014 et est actuellement candidat au doctorat. Il est un «Sylff Fellow», c'est-à-dire un boursier du programme Sylff et un boursier des bourses d'études « Vanier Canada Graduate Scholarships ».

## Carrière
Le travail de Ware explore les structures de la justice sociale et de la culture militante noire à travers la performance, le dessin de grand format, les installations, les peintures et la danse. Il met particulièrement l'accent sur les enjeux liés au genre, à la sexualité et à l'ethnicité. L'art de Ware gravite autour de la justice sociale et l'activisme.
Ware a été sélectionné pour faire partie des expositions inaugurales de la Biennale de Toronto en 2019 et 2021. À la Biennale, il a créé Antarctica, une performance et une installation interactive sur la suprématie blanche et les changements climatiques et Ancestors, Do You Read Us: Dispatches From The Future, une œuvre vidéo à 8 canaux créée avec Mishann Lau et se déroulant en 2072 dans un monde où les personnes de couleur et les peuples autochtones ont survécu aux changements climatiques et aux guerres ethniques. Son travail a été présenté dans des lieux et des événements tels que le Festival de Sydney, la Art Gallery of Burlington, la Art Gallery of Ontario, la Art Gallery of Windsor, la University of Lethbridge Art Gallery, le Gladstone Hotel et la Art Gallery of York University.
En 2021, Ware a été chargé d'écrire une nouvelle pièce, Emmett, pour le obsidian theatre et CBC Gem . La pièce se déroule dans un avenir rapproché et dans un paysage résolument différent et suit Medgar (un Medgar Evers réinventé et vivant dans l'avenir) le jour où tout change. La performance a été tournée à Toronto en 2021 et met en vedette l'acteur Prince Amponsah. Réalisé par Tanisha Taitt, la production a commencé à être diffusé sur CBC Gem le 12 février 2021.

### Radio communautaire
Pendant 17 ans, Ware a animé Resistance on the Sound Dial, une émission de radio communautaire diffusée sur 89,5 CIUT FM . Dans l'émission, il a combiné la musique activiste avec des interviews politiques et des conversations avec des militants et des artistes, tels qu'Octavia E. Butler, la députée transgenre néo-zélandaise Georgina Beyer, Ursula Rucker, Tumi &amp; the Volume et Bob Moses du SNCC. Il a également participé à d'autres émissions sur la station, notamment Wench Radio, Radio OPIRG et By All Means.[réf. nécessaire]
Ware est un abolitionniste de longue date, qui demande l'abolition au Canada depuis 25 ans. Il est membre de l'équipe principale de Black Lives Matter - Toronto. Il est cofondateur de Black Lives Matter - Canada et du Wildseed Center for Art and Activism. Il est militant depuis 25 ans. Ware a collaboré avec Blackness Yes! au cours des 18 dernières années afin de créer des événements comme la scène trans et noire à Pride appelé Blockorama. Ware est également l'un des membres fondateurs du Prison Justice Action Committee de Toronto et du Gay Bi Queer Trans Mens HIV Prevention Working Group, qui a créé «Primed: the Back Pocket Guide for Trans Guys and the Guys who Dig em» - la première ressource de santé sexuelle pour les hommes trans ayant des rapports sexuels avec des hommes au monde. Il a également aidé à créer TransFathers 2B, le premier cours de parentalité pour les hommes trans qui envisagent de devenir parents en Amérique du Nord, basé au 519 Community Center.
Ware a déclaré que son intention était de démanteler la suprématie blanche dans les arts et de diversifier le domaine muséal.

## Prix et distinctions
Now Magazine a décerné à Ware le prix du « Meilleur activiste queer » en 2005. Il a reçu le prix de la diversité TD en 2017. Il a reçu le prix Min Sook Lee Labour Arts Award, Mayworks Festival of Working People in the Arts en 2017. Ware est boursier Vanier et Sylff Fellow.
En 2012, il a reçu le prix Steinert & Ferreiro pour l'activisme LGBTQ, la plus haute distinction du milieu au Canada.

### En tant qu'éditeur
- Queering Urban Justice: Queer of Color Formations in Toronto (2018, University of Toronto Press, avec Jin Haritaworn, Ghaida Moussa et Río Rodríguez)[17]
- Marvelous Grounds: Queer of Color Histories of Toronto (2018, Between the Lines, avec Jin Haritaworn et Ghaida Moussa)[18],[19]
- Until We Are Free : Reflections on Black Lives Matter in Canada (2020, University of Regina Press, avec Rodney Diverlus et Sandy Hudson )[20],[21],[22]

### En tant qu'artiste
- Love is in the Hair (2015, Flamingo Rampant Press, également auteur) [23],[24]
- I Promise (2019, Arsenal Pulp Press, avec Catherine Hernandez - auteure)
- Bridge of Flowers (2018, Flamingo Rampant Press, avec Leah Lakshmi Piepzna-Samarasinha - auteure)

## Lectures complémentaires
- (en) Springgay, Truman et MacLean, « Socially Engaged Art, Experimental Pedagogies, and Anarchiving as Research-Creation », Qualitative Inquiry, vol. 26, no 7,‎ 13 novembre 2019, p. 897–907 (ISSN 1077-8004, DOI 10.1177/1077800419884964)